# Phrynobatrachus ghanensis
Phrynobatrachus ghanensis és una espècie de granota que viu a Costa d'Ivori i Ghana.
Està amenaçada d'extinció per la pèrdua del seu hàbitat natural.